# Омеду
О́меду (ест. Omedu küla) — село в Естонії, у волості Казепяе повіту Йиґевамаа.

## Населення
Чисельність населення на 31 грудня 2011 року становила 77 осіб.